# Ośrodek Zapasowy Saperów nr 2
Ośrodek Zapasowy Saperów nr 2 – oddział saperów Wojska Polskiego II RP z okresu kampanii wrześniowej.

## Historia
Ośrodek Zapasowy Saperów nr 2 nie występował w organizacji pokojowej Wojska Polskiego. Zgodnie z planem mobilizacyjnym „W” miał być sformowany w II rzucie mobilizacji powszechnej, we wrześniu 1939 roku. Jednostką mobilizującą był 2 Pułk Saperów Kaniowskich w Puławach. W skład ośrodka miało wejść dowództwo, kompania gospodarcza, kompania specjalistów i kompanie saperów oraz park ośrodka zapasowego.

## Obsada personalna
- dowódca ośrodka - ppłk Ludwik Turulski
- zastępca dowódcy – ppłk Marian Zarzycki
- adiutant – ppor. Wiesław Antonii Wybraniec
- kwatermistrz – mjr Mieczysław Szymanowski II
- oficer ewidencji personalnej – ppor. Józef Proczka
- oficer materiałowy – kpt. Władysław Gniewiński
- zastępca oficera materiałowego – chor. Władysław Towalski
- oficer żywnościowy – por. Roman Józef Zwoniczek
- oficer płatnik – kpt. Wacław Nieczykowski
- komendant parku saperskiego – kpt. Emil Tokar
- dowódca 1 kompanii saperskiej – kpt. Stanisław Ciepliński
- dowódca kompanii specjalnej – por. Józef Tomczak
- dowódca 3 kompanii saperskiej – por. Stanisław Certowicz

Oficerowie:
- ppłk Słuszkiewicz
- por. rez. Tadeusz Hickiewicz
- ppor. Jerzy Siegenfeld[1].